# Macedonia na Letnich Igrzyskach Paraolimpijskich 2000
Macedonię na Letnich Igrzyskach Paraolimpijskich 2000 w Sydney reprezentowało dwóch strzelców. Był to drugi występ reprezentacji Macedonii na letnich igrzyskach paraolimpijskich (pierwszy miał miejsce w 1996 roku). 

## Wyniki

### Strzelectwo
Mężczyźni
| Zawodnik            | Konkurencja               | Eliminacje | Eliminacje | Finał      | Finał   | Źródło |
| Zawodnik            | Konkurencja               | Rezultat   | Miejsce    | Rezultat   | Miejsce | Źródło |
| ------------------- | ------------------------- | ---------- | ---------- | ---------- | ------- | ------ |
| Branimir Jowanowski | pistolet dowolny SH1      | 516 pkt.   | 9          | NQ         | NQ      | [ 2 ]  |
| Branimir Jowanowski | pistolet pneumatyczny SH1 | 560 pkt.   | 7          | 657,8 pkt. | 6       | [ 3 ]  |
| Branimir Jowanowski | pistolet sportowy SH1     | 552 pkt.   | 12         | NQ         | NQ      | [ 4 ]  |
| Wanczo Karanfiłow   | pistolet dowolny SH1      | 522 pkt.   | 3          | 607,8 pkt. | 5       | [ 2 ]  |
| Wanczo Karanfiłow   | pistolet pneumatyczny SH1 | 556 pkt.   | 11         | NQ         | NQ      | [ 3 ]  |